# YETI
YETI är en spelmotor utvecklad och använd av spelföretaget Ubisoft. Spelmotorn utvecklades från början till Xbox 360-versionen av det kritikerrosade spelet Tom Clancy's Ghost Recon Advanced Warfighter från 2006. 

## Spel med Yeti Engine
- 2006 – Tom Clancy's Ghost Recon Advanced Warfighter (endast Xbox 360-versionen, Xbox- och PlayStation 2-versionerna använder Unreal Engine 2, Microsoft Windows-versionen använder DIESEL-Engine)
- 2007 – Tom Clancy's Ghost Recon Advanced Warfighter 2 (Xbox 360-, PlayStation 3- och Playstation Portable-versionerna, PC-versionen använder DIESEL-Engine)
- 2007 – America's Army: True Soldiers (endast Xbox 360)
- 2007 – Beowulf (Windows-, Xbox 360-, PlayStation 3- och PSP-versionerna)
- 2008 – Lost: Via Domus (Windows-, Xbox 360-, PlayStation 3- och PSP-versionerna)
- 2012 - Tom Clancy's Ghost Recon: Future Soldier (Microsoft Windows, PlayStation 3, Xbox 360)
- 2012 - Tom Clancy's Ghost Recon Online (Microsoft Windows, Wii U)